# カルサーダ・デ・カラトラーバ
カルサーダ・デ・カラトラーバ（Calzada de Calatrava）は、スペイン・カスティーリャ＝ラ・マンチャ州シウダー・レアル県のムニシピオ（基礎自治体）。県都シウダー・レアルの南、州道CM-410号線とCM-417号線が交差するところに位置、プエルトジャーノから34km、アルマグロから22kmの距離にある。

## 地理
カルサーダ・デ・カラトラーバはシエラ・モレーナ山地の支脈の突端部がある平原、県都の南方36kmの地点にある。
隣接自治体は、北がグラナトゥラ・デ・カラトラーバ、東がビソ・デル・マルケス、南がサン・ロレンソ・デ・カラトラーバ、西がアルデア・デル・レイとビジャヌエバ・デ・サン・カルロスである。

### 人口
| カルサーダ・デ・カラトラーバの人口推移 1900－2010       |
|                                                         |
| 出典:INE（スペイン国立統計局）1900年 - 1991年、1996年 - |

## 経済
カルサーダ・デ・カラトラーバの経済活動はまず農業で、灌漑農業によるジャガイモ栽培と乾地農業による穀物、ブドウ、オリーブなどが栽培されている。他には建設業が重要な位置を占めている。

## 政治
自治体首長はカスティーリャ＝ラ・マンチャ国民党（Partido Popular de Castilla-La Mancha、PPCLM）のフェリックス・マルティン・アセベード（Félix Martín Acevedo）で、自治体評議員は、カスティーリャ＝ラ・マンチャ国民党：6、カスティーリャ＝ラ・マンチャ社会党（Partido Socialista de Castilla-La Mancha、PSCM-PSOE）：5となっている（2011年5月22日の自治体選挙結果、得票順）
| 1999年6月13日自治体選挙 |        |        |          |
| 政党                    | 得票数 | 得票率 | 獲得議席 |
| PSOE                    | 2,024  | 63.89% | 7        |
| PP                      | 1,109  | 35.01% | 4        |

| 2003年5月25日自治体選挙 |        |        |          |
| 政党                    | 得票数 | 得票率 | 獲得議席 |
| PSOE                    | 2,086  | 70.88% | 8        |
| PP                      | 808    | 27.45% | 3        |

| 2007年5月27日自治体選挙 |        |        |          |
| 政党                    | 得票数 | 得票率 | 獲得議席 |
| PP                      | 1,595  | 52.80% | 6        |
| PSOE                    | 1,397  | 46.24% | 5        |

| 2011年5月22日自治体選挙 |        |        |          |
| 政党                    | 得票数 | 得票率 | 獲得議席 |
| PP                      | 1,719  | 57.53% | 6        |
| PSOE                    | 1,235  | 41.33% | 5        |

### 司法行政
カルサーダ・デ・カラトラーバはアルマグロ司法管轄区に属す。

## 出身者
- ペドロ・アルモドーバル（1951年 - ） - 映画監督。